# Chennai Open 2007 - Qualificazioni singolare
Le qualificazioni del singolare  del Chennai Open 2007 sono state un torneo di tennis preliminare per accedere alla fase finale della manifestazione. I vincitori dell'ultimo turno sono entrati di diritto nel tabellone principale. In caso di ritiro di uno o più giocatori aventi diritto a questi sono subentrati i lucky loser, ossia i giocatori che hanno perso nell'ultimo turno ma che avevano una classifica più alta rispetto agli altri partecipanti che avevano comunque perso nel turno finale.
Le qualificazioni del torneo Chennai Open  2007 prevedevano 32 partecipanti di cui 4 sono entrati nel tabellone principale.

## Teste di serie
1. Robin Vik (secondo turno)
2. Konstantinos Economidis (Qualificato)
3. Dick Norman (secondo turno)
4. Simone Bolelli (Qualificato)

1. Tomáš Zíb (primo turno)
2. Alexander Peya (ultimo turno)
3. Michael Berrer (ultimo turno)
4. Marin Čilić (ultimo turno)

## Qualificati
1. Santiago Giraldo
2. Konstantinos Economidis

1. David Škoch
2. Simone Bolelli

## Tabellone

### Legenda
| - Q = Qualificato - WC = Wild card - LL = Lucky loser | - ALT = Alternate - SE = Special Exempt - PR = Protected Ranking | - w/o = Walkover - r = Ritirato - d = Squalificato |

### Sezione 1
|  | Primo turno        | Primo turno        | Primo turno        | Primo turno | Primo turno |  |  | Secondo turno      | Secondo turno      | Secondo turno      | Secondo turno | Secondo turno |   |    | Ultimo turno     | Ultimo turno     | Ultimo turno | Ultimo turno | Ultimo turno |  |
|  |                    |                    |                    |             |             |  |  |                    |                    |                    |               |               |   |    |                  |                  |              |              |              |  |
|  | 1                  | Robin Vik          | 6                  | 63          | 7           |  |  |                    |                    |                    |               |               |   |    |                  |                  |              |              |              |  |
|  |                    | Lars Burgsmüller   | 4                  | 7           | 5           |  |  | 1                  | Robin Vik          | Robin Vik          | 4             | 4             |   |    |                  |                  |              |              |              |  |
|  | Santiago Giraldo   | Santiago Giraldo   | Santiago Giraldo   | 6           | 6           |  |  |                    | Santiago Giraldo   | Santiago Giraldo   | 6             | 6             |   |    |                  |                  |              |              |              |  |
|  | Frederik Nielsen   | Frederik Nielsen   | Frederik Nielsen   | 2           | 4           |  |  |                    |                    |                    |               |               |   |    | Santiago Giraldo | Santiago Giraldo | 4            | 6            | 7            |  |
|  | Philipp Petzschner | Philipp Petzschner | Philipp Petzschner | 7           | 6           |  |  |                    |                    | Harel Levy         | Harel Levy    | 6             | 4 | 64 |                  |                  |              |              |              |  |
|  | N.Sriram Balaji    | N.Sriram Balaji    | N.Sriram Balaji    | 63          | 3           |  |  | Philipp Petzschner | Philipp Petzschner | Philipp Petzschner | 2             | 3             |   |    |                  |                  |              |              |              |  |
|  |                    | Harel Levy         | 3                  | 6           | 7           |  |  | Harel Levy         | Harel Levy         | Harel Levy         | 6             | 6             |   |    |                  |                  |              |              |              |  |
|  | 5                  | Tomáš Zíb          | 6                  | 0           | 5           |  |  |                    |                    |                    |               |               |   |    |                  |                  |              |              |              |  |

### Sezione 2
|  | Primo turno      | Primo turno             | Primo turno             | Primo turno | Primo turno |  |  | Secondo turno | Secondo turno           | Secondo turno           | Secondo turno | Secondo turno |   |    | Ultimo turno | Ultimo turno            | Ultimo turno            | Ultimo turno | Ultimo turno |  |
|  |                  |                         |                         |             |             |  |  |               |                         |                         |               |               |   |    |              |                         |                         |              |              |  |
|  | 2                | Konstantinos Economidis | Konstantinos Economidis | 6           | 6           |  |  |               |                         |                         |               |               |   |    |              |                         |                         |              |              |  |
|  |                  | Sebastian Rieschick     | Sebastian Rieschick     | 1           | 2           |  |  | 2             | Konstantinos Economidis | Konstantinos Economidis | 6             | 6             |   |    |              |                         |                         |              |              |  |
|  | Michal Mertiňák  | Michal Mertiňák         | Michal Mertiňák         | 6           | 6           |  |  |               | Michal Mertiňák         | Michal Mertiňák         | 1             | 3             |   |    |              |                         |                         |              |              |  |
|  | Stephen Amritraj | Stephen Amritraj        | Stephen Amritraj        | 3           | 3           |  |  |               |                         |                         |               |               |   |    | 2            | Konstantinos Economidis | Konstantinos Economidis | 6            | 7            |  |
|  | Jun Woong-sun    | Jun Woong-sun           | 4                       | 6           | 6           |  |  |               |                         | 8                       | Marin Čilić   | Marin Čilić   | 1 | 65 |              |                         |                         |              |              |  |
|  | Pablo Andújar    | Pablo Andújar           | 6                       | 2           | 2           |  |  |               | Jun Woong-sun           | 2                       | 6             | 4             |   |    |              |                         |                         |              |              |  |
|  | 8                | Marin Čilić             | 7                       | 4           | 7           |  |  | 8             | Marin Čilić             | 6                       | 1             | 6             |   |    |              |                         |                         |              |              |  |
|  |                  | Tomas Behrend           | 65                      | 6           | 5           |  |  |               |                         |                         |               |               |   |    |              |                         |                         |              |              |  |

### Sezione 3
|  | Primo turno    | Primo turno        | Primo turno        | Primo turno | Primo turno |  |  | Secondo turno | Secondo turno  | Secondo turno  | Secondo turno  | Secondo turno |   |   | Ultimo turno | Ultimo turno | Ultimo turno | Ultimo turno | Ultimo turno |  |
|  |                |                    |                    |             |             |  |  |               |                |                |                |               |   |   |              |              |              |              |              |  |
|  | 3              | Dick Norman        | Dick Norman        | 6           | 6           |  |  |               |                |                |                |               |   |   |              |              |              |              |              |  |
|  |                | Jonathan Marray    | Jonathan Marray    | 4           | 0           |  |  | 3             | Dick Norman    | 6              | 6(1)           | 0             |   |   |              |              |              |              |              |  |
|  | David Škoch    | David Škoch        | 3                  | 6           | 6           |  |  |               | David Škoch    | 0              | 7              | 6             |   |   |              |              |              |              |              |  |
|  | Lovro Zovko    | Lovro Zovko        | 6                  | 1           | 4           |  |  |               |                |                |                |               |   |   |              | David Škoch  | 4            | 6            | 6            |  |
|  | Leoš Friedl    | Leoš Friedl        | Leoš Friedl        | 6           | 6           |  |  |               |                | 6              | Alexander Peya | 6             | 4 | 4 |              |              |              |              |              |  |
|  | Ashutosh Singh | Ashutosh Singh     | Ashutosh Singh     | 0           | 2           |  |  |               | Leoš Friedl    | Leoš Friedl    | 4              | 0             |   |   |              |              |              |              |              |  |
|  | 6              | Alexander Peya     | Alexander Peya     | 7           | 6           |  |  | 6             | Alexander Peya | Alexander Peya | 6              | 6             |   |   |              |              |              |              |              |  |
|  |                | Mikhail Ledovskikh | Mikhail Ledovskikh | 64          | 4           |  |  |               |                |                |                |               |   |   |              |              |              |              |              |  |

### Sezione 4
|  | Primo turno    | Primo turno             | Primo turno             | Primo turno | Primo turno |  |  | Secondo turno | Secondo turno  | Secondo turno  | Secondo turno  | Secondo turno |   |   | Ultimo turno | Ultimo turno   | Ultimo turno | Ultimo turno | Ultimo turno |  |
|  |                |                         |                         |             |             |  |  |               |                |                |                |               |   |   |              |                |              |              |              |  |
|  | 4              | Simone Bolelli          | Simone Bolelli          | 6           | 6           |  |  |               |                |                |                |               |   |   |              |                |              |              |              |  |
|  |                | Ravi-Shankar Pathanjali | Ravi-Shankar Pathanjali | 3           | 2           |  |  | 4             | Simone Bolelli | Simone Bolelli | 6              | 6             |   |   |              |                |              |              |              |  |
|  | Pavel Ivanov   | Pavel Ivanov            | Pavel Ivanov            | 6           | 6           |  |  |               | Pavel Ivanov   | Pavel Ivanov   | 1              | 3             |   |   |              |                |              |              |              |  |
|  | Vishal Punna   | Vishal Punna            | Vishal Punna            | 4           | 4           |  |  |               |                |                |                |               |   |   | 4            | Simone Bolelli | 7            | 5            | 6            |  |
|  | James Auckland | James Auckland          | James Auckland          | 7           | 7           |  |  |               |                | 7              | Michael Berrer | 6             | 7 | 2 |              |                |              |              |              |  |
|  | Josh Goodall   | Josh Goodall            | Josh Goodall            | 62          | 64          |  |  |               | James Auckland | James Auckland | 4              | 4             |   |   |              |                |              |              |              |  |
|  | 7              | Michael Berrer          | Michael Berrer          | 7           | 6           |  |  | 7             | Michael Berrer | Michael Berrer | 6              | 6             |   |   |              |                |              |              |              |  |
|  |                | Jean-Claude Scherrer    | Jean-Claude Scherrer    | 68          | 2           |  |  |               |                |                |                |               |   |   |              |                |              |              |              |  |